# هوسيا تاونسند
هوسيا تاونسند هو محامي وقاضي وسياسي أمريكي، ولد في 16 يونيو 1840، وتوفي في 4 مارس 1909 في أدمور في الولايات المتحدة. نشط حزبياً في الحزب الجمهوري. وقد انتخب عضو مجلس نواب تينيسي ‏ وانتخب عضو مجلس النواب الأمريكي ‏.